# 기독교에서의 예수

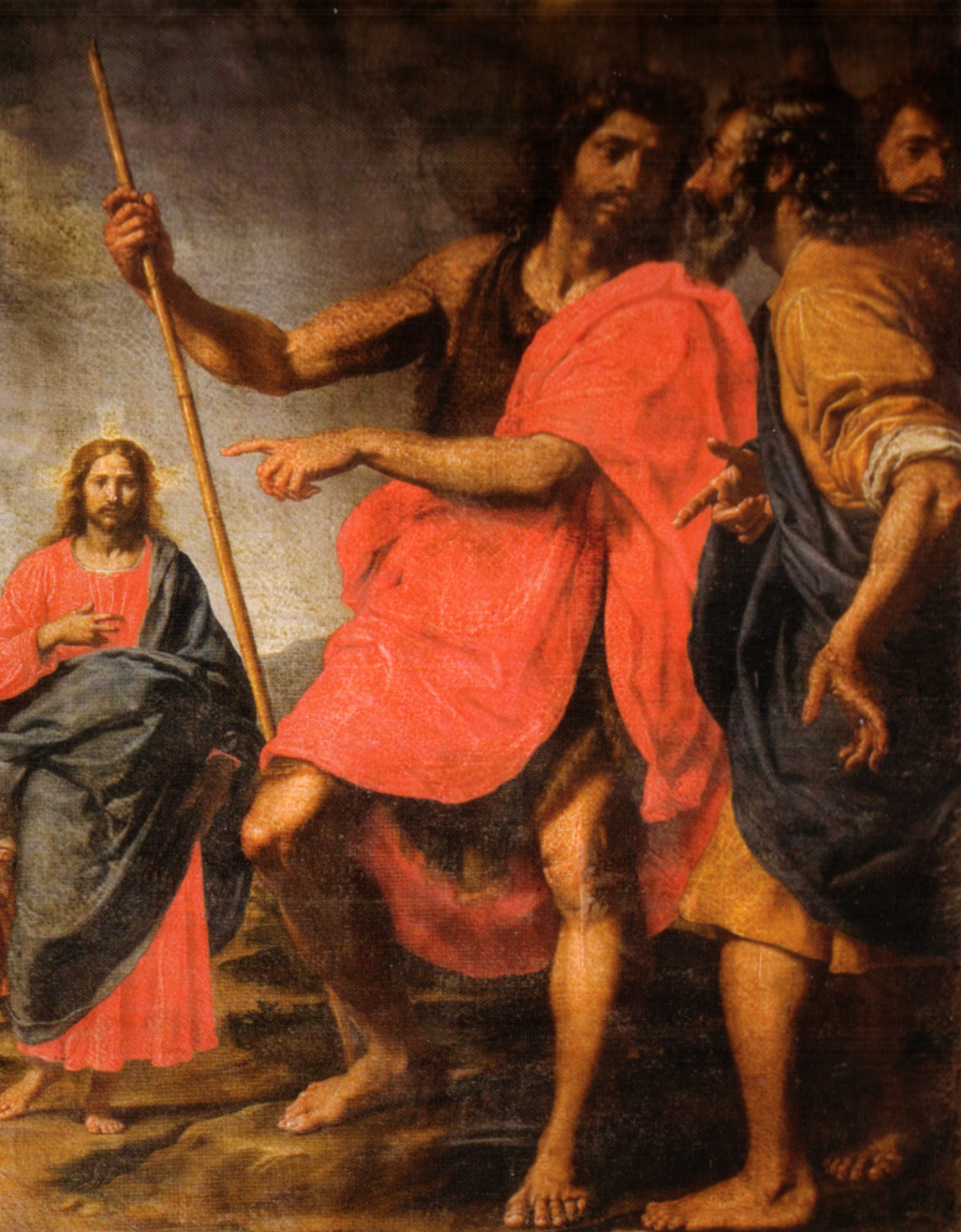
요한 1:29, 예수 (왼쪽 위)가 "세상 죄를 지고 가는 하나님의 어린 양"으로 세례자 요한에 의해 확인되고 있다. 바니니에 의해 17세기 묘사.

기독교인들은 예수가 그리스도라고 생각하며 그의 죽음과 부활을 통해, 인간이 하나님과 화목하여 구원과 영생의 약속을 제공 받았다고 믿는다. 이런 가르침은 "하나님의 대리인이자 종"으로서, 예수가 영원한 아버지의 뜻에 자신의 완전한 순종의 표시로 골고타의 십자가에서 고통을 받기로 결정한, 하나님의 어린 양으로 나섰음을 강조한다. 그 선택은 예수를 아담의 불순종에 대비되는, 도덕성과 순종의 새 사람이라는 역위치에 두었다.
이러한 가르침은 하나님의 어린 양으로서 예수께서 "하나님의 대리인이자 종"으로서 하나님의 뜻에 대한 순종의 표시로 갈보리에서 십자가에 못 박히는 고난을 선택하셨다는 점을 강조한다. 예수님의 선택은 아담의 불순종과는 대조적으로 그분을 순종의 사람으로 자리매김하게 했다. 신약성서에 따르면, 하나님께서 그를 죽은 자 가운데서 살리신 후 예수께서는 하늘로 올라가 하나님 우편에 앉으셨다. 그의 추종자들은 그가 이 땅으로 돌아오는 것과 그에 따른 하나님의 최후의 심판을 기다리고 있다.
정경 복음서 기록에 따르면, 예수는 처녀에게서 태어나 다른 유대인들에게 하나님을 따르는 방법을 가르치고(때때로 비유를 사용하여) 기적을 행하고 제자들을 모았다. 기독교인들은 일반적으로 이 이야기가 역사적으로 사실이라고 믿는다.
예수의 본성에 대한 신학적 논쟁이 있었지만, 삼위일체 기독교인들은 예수가 로고스, 성육신하신 하나님, 아들 하나님, 그리고 "참 하나님이시며 참 인간"이시며 완전한 신성이시며 완전한 인간이심을 믿는다. 모든 면에서 완전한 인간이 되신 예수님은 죽을 수밖에 없는 인간의 고통과 유혹을 받으셨지만 죄를 짓지 않으셨다.

## 같이 보기
- 예수의 연표
- 복음서 합본
- 대사명
- 예수의 성명
- 신약 속 예수의 삶
- 신약 속 예수의 이름과 칭호